# ماريان ستاينبرشر
ماريان ستاينبرشر (من مواليد 23 أغسطس 1983) هي لاعبة كرة طائرة برازيلية، مشهورة باسم ماري تلعب دور جناح ضارب، لعبت آخر مسيرته الرياضية لنادي فلومينينسي. مثلت بلدها الأصلي في دورة الألعاب الأولمبية الصيفية 2008 في بكين، الصين، حيث ساعدت منتخب بلدها في الفوز بالميدالية الذهبية، حصلت على عدة جوائز فردية منها أفضل مهاجم في بطولة أمريكا الجنوبية للكرة الطائرة للسيدات 2011.

## نشأتها
ولدت ماري في 23 أغسطس 1983، لوالدين من أصل ألمانية. على الرغم من ولادته في ساو باولو إلا أنها عاشت حياته المهنية في مدينة رولانديا في بارانا. نظرًا لنموها الزائد خلال فترة المراهقة، بدأت ماري في الانحناء وتلقت نصيحة طبية بضرورة ممارسة بعض الرياضة لتصحيح وضعيتها. لم تكن خياراتها الأولى لعب كرة الطائرة، بل اختيار مشاركة في رياضة كرة القدم أو كرة السلة. تحولت ماري إلى الكرة الطائرة، شجعت اللاعبة دونا جيزيلا ابنتها  حب كرة الطائرة بالرغم لم يكن هناك سوى فريق نسائي لهذه الرياضة في رولانديا، بدأت ماري اللعب دون نية كبيرة في الاستمرار، لكن مدربها رأى أن الفتاة البالغة من العمر 14 عامًا لديها مستقبل رياضي مع مزيد من الالتزام. انتقلت ماري إلى لوندرينا لتلعب لصالح نادي جريميو لوندرينسي. لعبت هناك كلاعب خط وسط، وذلك إلى حد كبير إلى طولها. أتاح له تفانيه في الرياضة فرصة في مدينة ساو باولو في الانتقال لفريق هو بي سي إن أوساسكو كبير آنذاك.

### الجوائز

#### جوائز فردية
- 2003-04 الدوري البرازيلي الممتاز - "أفضل هداف"
- 2003-04 الدوري البرازيلي الممتاز - ”أفضل ضارب“
- 2004-05 الدوري البرازيلي الممتاز - "أفضل موزع"
- كأس عموم أمريكا للكرة الطائرة للسيدات 2006 #جوائز #كأس عموم أمريكا 2006 - "أفضل لاعبة"

## روابط خارجية
- ماريان ستاينبرشر في الاتحاد الأوروبي للكرة الطائرة
- ماريان ستاينبرشر في اللجنة الأولمبية الدولية
- ماريان ستاينبرشر في اللجنة الأولمبية البرازيلية (بالبرتغالية)
- ماريان ستاينبرشر في موقع أوليمبيديا